# Мексички талас
„Мексички талас“ је феномен који се јавља при великим спортским догађајима приликом којих публика на стадиону кружно (у смеру казаљке на сату) устаје уздигнутих руку и поново седа. 
Тачно порекло овог таласа није познато, али се верује да је настао случајно. Једно порекло се везује за утакмицу Хокејашке националне лиге (НХЛ) 1980. у Канади, друго за утакмицу Велике бејзболске лиге (MBL) у Сједињеним Америчким Државама 1981. године.
Прво појављивање талас је доживео 8. августа 1984. године током Летњих Олимпијских игара у Лос Анђелесу, у току полувремена Бразил — Италија при резултату (2-1). Око 80.000 људи је учествовало у прављењу једног па и више истовремених таласа, као и таласа у смеру супротно од казаљке на сату.
Међународну пажњу привукао је током Светског првенства у фудбалу у Мексику 1986. па је зато и назван „мексички талас“. У Бразилу, Немачкој, Италији и још неким земљама зову га „ла ола“ (или једноставно „ола“). 
Највећи запажен талас публике био је током Олимпијских игара у Сиднеју 2000. године када је 110.000 људи извело два истовремена таласа супротних смерова. 
Тамаш Вичек, са Универзитета „Eötvös Loránd“ у Будимпешти, анализирао је са својим колегама 14 таласа забележених видео-камером са мексичких фудбалских стадиона, развијајући стандардни модел за понашање публике. Закључено је да је довољно неколико десетина људи да започну талас. Најчешће се креће у смеру казаљке на сату и креће се брзином од 12 метара у секунди или 22 седишта у секунди. 
Мексички талас се појављује у свим културама и спортовима. 